# Воейков, Владимир Васильевич
́
Влади́мир Васи́льевич Вое́йков (1873, Козельск— 1948, Москва) — русский и советский архитектор и градостроитель, один из мастеров стиля модерн.

## Биография
Родился 18 марта 1873 года в Козельске. В 1895 году окончил Институт гражданских инженеров в Санкт-Петербурге со званием гражданского инженера. С 1897 по 1914 годы состоял на службе в Строительном отделении Московского Губернского Правления сверхштатным техником, затем техником в штате. В 1902—1903 годах служил преподавателем и архитектором Строгановского училища. С 1906 по 1913 годы работал заведующим хозяйственной частью Инженерного училища путей сообщения.
На начальном этапе карьеры сотрудничал с Г. В. Барановским, участвовал в проектировании и строительстве магазина Елисеевых. Совместно с архитектором Л. Н. Кекушевым, у которого Воейков в 1898—1899 служил помощником, выполнил конкурсный проект гостиницы «Метрополь» и начальном этапе осуществлял руководство по её строительству. Участвовал в строительстве в Кремле памятника Александру II. Руководил строительством одиночного корпуса Центральной пересыльной тюрьмы, северного крыла Политехнического музея, продолжал начатые архитектором Н. Г. Фалеевым работы по подводке фундаментов под здание городского телеграфа. С 1905 года состоял членом Общества гражданских инженеров.
В 1918 году входил в состав руководства вновь созданного Профессионального союза зодчих. С 1918 по 1945 годы служил заведующим Технического отдела Наркомата здравоохранения. В 1918—1919 годах служил в отделе градостроительства Комгосоора, Строительном совете Главторфа, затем в Особом строительно-санитарном комитете (ОСКОМ). С 1924 года возглавлял Технический совет Комитета содействия кооперативному строительству рабочих жилищ при Наркомтруде СССР. В 1927 году занимался планировкой Воронежа, работал в Наркомате транспорта, в Государственном научно-техническом институте гражданских, промышленных и инженерных сооружений ВСНХ СССР. С 1930 года состоял в Всесоюзном комитете по стандартизации, занимался выработкой общесоюзных норм и технических условий строительного проектирования. В 1940-х годах являлся архитектором Малого театра. Жил на улице Малая Дмитровка, 23/15.
По мнению М. В. Нащокиной, одним из лучших произведений Воейкова является дом Долгоруковского товарищества для устройства квартир.
Скончался 21 сентября 1948 года, похоронен на Введенском кладбище (25 уч.).

## Постройки
- Конкурсный проект фасада гостиницы «Метрополь», совместно с Л. Н. Кекушевым, Н. Л. Шевяковым, С. С. Шуцманом — 1-я премия (1898, Театральный проезд, 4а)[сн 1];
- Участие в перестройке магазина торгового товарищества «Братья Елисеевы», совместно с Г. В. Барановским, при участии М. М. Перетятковича (1898—1901, Тверская улица, 14);
- Доходный дом Э. И. Альбрехт (1899, Петровский бульвар, 25/1 — Цветной бульвар, 1);
- Трапезная Успенской церкви в Кожевниках (1903), не сохранилась;
- Политехнический музей (северо-западное крыло, 3-я очередь), совместно с архитекторами Г. И. Макаевым и В. И. Ерамишанцевым (1903—1907, Новая площадь, 3/4);
- Доходный дом торгового товарищества «Братья Елисеевы», совместно с Г. В. Барановским (1905, Козицкий переулок, 3);
- Доходный дом М. И. Фишера («Долгоруковского товарищества для устройства квартир») (1913—1914, Москва, Долгоруковская улица, 29);
- Доходный дом графа В. А. Баранова (1914—1915, Москва, Остоженка, 5);
- Гимназия Московского Общества преподавателей (1914—1916, Москва, Второй Обыденский переулок, 14);
- Пригород-сад «Рублёво», совместно с В. Е. Дубовским (1918, Рублёво);
- Дом Правительства (1930, Махачкала).

### Сноски
1. ↑  Здесь и далее проекты и постройки даны в хронологическом порядке по М. В. Нащокиной, с необходимыми дополнениями и уточнениями.